# Amphilaphis regularis
Amphilaphis regularis is een zachte koraalsoort uit de familie Primnoidae. De koraalsoort komt uit het geslacht Amphilaphis. Amphilaphis regularis werd in 1889 voor het eerst wetenschappelijk beschreven door Wright & Studer. 